# Grupo Paranga
Grupo Paranga banda formada na segunda metade da década de 1970, por jovens de São Luiz do Paraitinga. 

## História

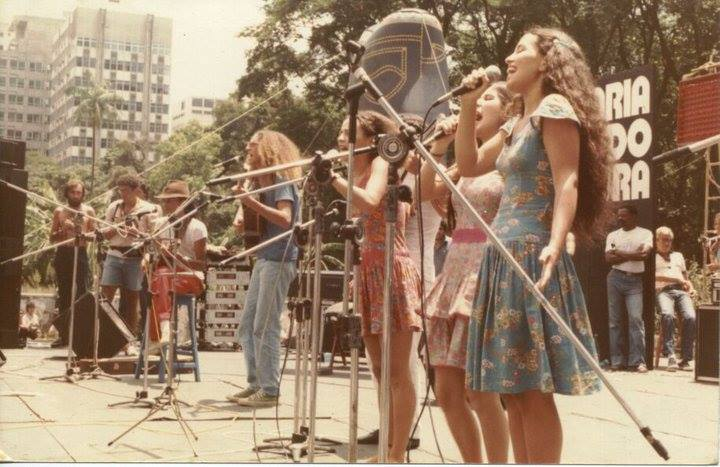
Grupo Paranga na Avenida Paulista, ainda com sua antiga formação.

Em idos de 1973,  jovens luizenses filhos do compositor Elpídio dos Santos, juntamente com os amigos Galvão Frade e Nhô Lambis, criaram o grupo alimentado pelo legado musical deixado por Elpidio. 
Surge o Grupo Paranga (com Negão, Pio, Parê, Nena Galvão e Nhô), certo que a história pessoal e profissional de seus integrantes se funde com a história do grupo e este, por sua vez passa a ser a mais autentica expressão da história, da vida e da obra do compositor Elpídio dos Santos e, de alguma maneira, da efervescência cultural da sua cidade: São Luiz do Paraitinga.
Com o passar dos anos, sem preconceitos mas sem fazer conchavos e/ou concessões impostas por modismos ou pela mídia, o Grupo Paranga se manteve fiel a cultura de sua terra e a sua sonoridade que recebe forte influencia do caipira e do gingado de choro carioca no violão, dentre outros géneros. Uma sonoridade difícil de classificar porque simples, popular e ao mesmo tempo erudita. 
Em 1980 encontravam-se num só palco violões, violas, cavaquinho, percussão, naipe de metais, além das três vozes femininas. Esse conglomerado de instrumentos dava ao Paranga o curioso status de "big-band caipira".
A adesão de instrumentos de sopro, a maioria de instrumentistas oriundos da fanfarra da cidade, fazia com que a roupagem musical do Paranga destoasse cada vez mais da música caipira tradicional.  Não raramente, o naipe de metais executava melodias nostálgicas – arranjadas por Negão –, cuja sonoridade flertava com gêneros diversos, como a marchinha de carnaval e foxtrot.
Uma peça decisiva na montagem do mosaico musical do Paranga foi a vivência que seus integrantes tiveram junto à cultura popular de São Luiz.  Faziam verdadeiras peregrinações pelos bairros rurais da cidade, absorvendo os ritmos das folias de reis, congadas e moçambiques. 
Em 1981, depois de 20 anos sem carnaval em São Luiz do Paraitinga, fiéis as suas convicções, Negão e os então integrantes do Grupo Paranga lideraram um movimento que culminou com o resgate da tradição festiva, nos moldes das marchinhas como as quais seu pai, Elpídio dos Santos, havia composto nas décadas de 40 e 50. Ritmo contagiante, letras simples e a valorização da cultura e costumes locais foram o estopim para a festa popular que existe na cidade de hoje.

## Discografia

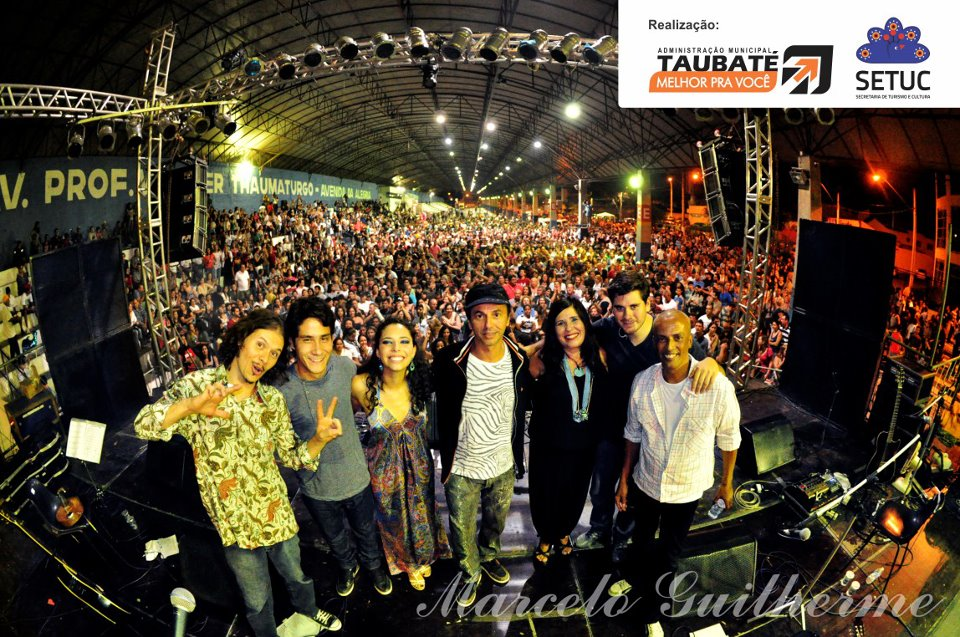
Paranga na Avenida do Povo, em Taubaté.

Em 1982, deu-se o lançamento do primeiro álbum do grupo: "Chora viola, canta coração", que em 1994 mereceu ser remasterizado e  relançado. Por volta de 1985 surgiu junto ao Teatro Lira Paulistana um movimento de cunho experimentalista, que fundia as raízes musicais brasileiras ao rock e à música erudita contemporânea chamado Vanguarda Paulistana, do qual faziam parte artistas como Arrigo Barnabé, Itamar Assunção e grupos como Premeditando o Breque, Rumo, Língua de Trapo e também o Grupo Paranga. 
Em 1993 deu-se o lançamento do seu segundo álbum, o primeiro de marchinhas  "Porque hoje é carnaval", além das composições dos integrantes do grupo, foram incluídas no álbum canções de outros músicos da cidade, de modo que podemos considerar Por que hoje é carnaval como um retrato fiel do espírito da marchinha luizense.
Em 2001, em seu terceiro álbum, "Em nome do pai, do filho e do Elpídio dos Santos", o Grupo Paranga apresenta uma nova sonoridade, mais intimista e madura musicalmente. O grupo transitou com muita naturalidade por ambientes musicais diversos, como a valsa, o samba de breque, a marchinha e outros. Participou desse trabalho o renomado percussionista Caito Marcondes, que já dividiu o palco com nomes como Chico César, Joyce, Hermeto Pascoal, Milton Nascimento, entre outros. Além de cuidar da parte técnica, Caito também atuou como instrumentista em todas as faixas do CD.

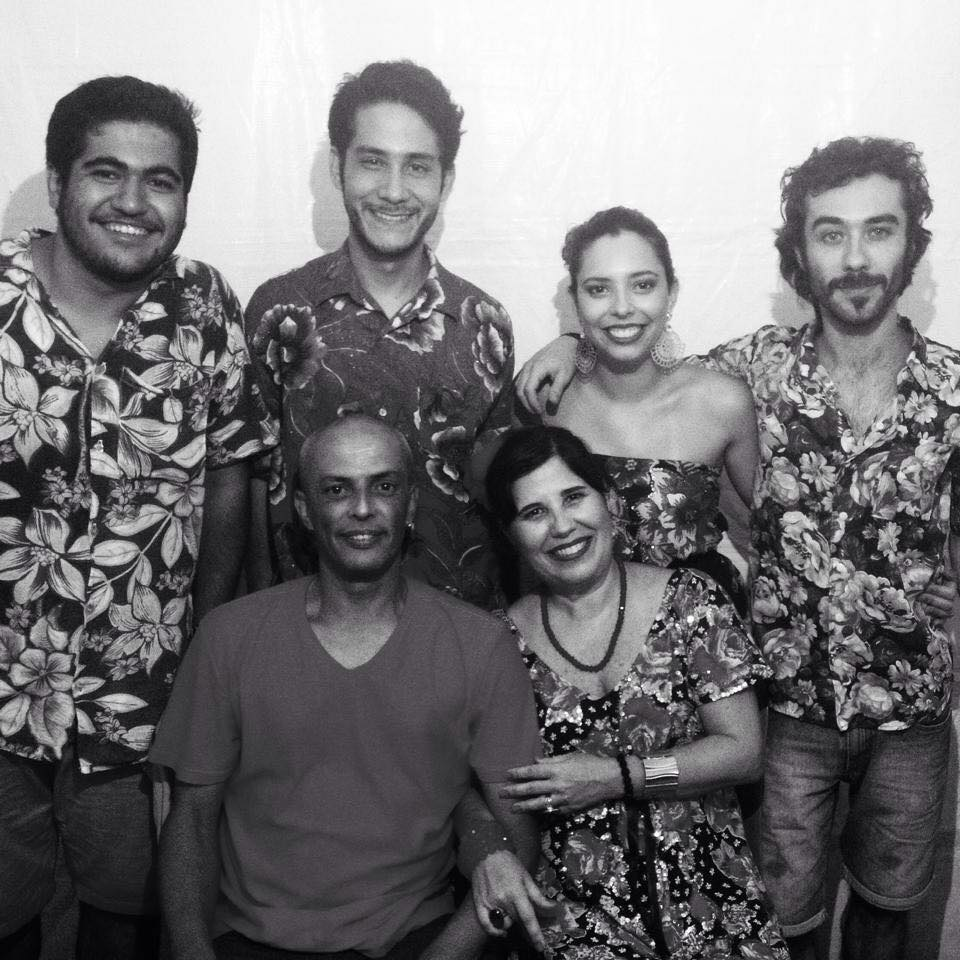
Paranga na formação atual.

Gravado em 2005/2006, o CD "Carnaval é bom, com você é bem melhor" vem com 13 marchinhas de carnaval sendo 12 de autoria de Negão dos Santos e 1 de Elpídio dos Santos. Além de Renata Marques no (vocal) e Negão dos Santos (violão e guitarra). O CD teve a participação dos músicos Nho Lambis (bateria e percussão), Luis Pires  (contra baixo) e João Gaspar (violão e guitarra).
Em 2009 foi gravado o DVD "Tributo a Elpídio dos Santos" como parte das comemorações do centenário de nascimento do compositor. Com participações de Fafá de Belém e sua filha Mariana, Renato Teixeira e seus filhos João e Chico Teixeira, Zé Geraldo e sua filha Nô Stopa, Zeca Baleiro, Dudu Portes, Gabriel Sater, Gabriel Guedes, Caito Marcondes, Ricardo Zohyo, entre outros artistas, esse é o último registro em festa da praça, que 3 meses depois foi severamente danificada com uma grande enchente do Rio Paraitinga. Além do show, esse DVD traz entrevistas com amigos e familiares de Elpídio.
Em 2015 foi lançado o disco "Essa festa é pra você", com marchinhas que voltam com uma roupagem totalmente diferente das antigas gravações e com novas composições de Negão dos Santos.